# Kearny (New Jersey)
Kearny is een plaats (town) in de Amerikaanse staat New Jersey, en valt bestuurlijk gezien onder Hudson County.

## Demografie
Bij de volkstelling in 2000 werd het aantal inwoners vastgesteld op 40.513.
In 2006 is het aantal inwoners door het United States Census Bureau geschat op 38.008, een daling van 2505 (-6.2%).

## Geografie
Volgens het United States Census Bureau beslaat de plaats een oppervlakte van
26,4 km², waarvan 23,7 km² land en 2,7 km² water.

## Plaatsen in de nabije omgeving
De onderstaande figuur toont nabijgelegen plaatsen in een straal van 8 km rond Kearny.